# Башё
Башё (тиб. དཔའ་ཤོད་རྫོང་, Вайли: dpa’ shod rdzong, кит. упр. 八宿县, пиньинь Bāsù xiàn) — уезд в городском округе Чамдо, Тибетский автономный район, КНР.

## История
Уезд был создан в 1959 году.

## Административное деление
Уезд делится на 4 посёлка и 10 волостей:
- Посёлок Байма (白玛镇)
- Посёлок Реву (然乌镇)
- Посёлок Бангда (帮达镇)
- Посёлок Тонгка (同卡镇)
- Волость Лингка (林卡乡)
- Волость Гьари (夏里乡)
- Волость Юнгба (拥巴乡)
- Волость Ва (瓦乡)
- Волость Джида (吉达乡)
- Волость Кавабачинг (卡瓦白庆乡)
- Волость Джиджомг (吉中乡)
- Волость Ичинг (益庆乡)
- Волость Лаге (拉根乡)
- Волость Гочинг (郭庆乡)